# Herrehuset

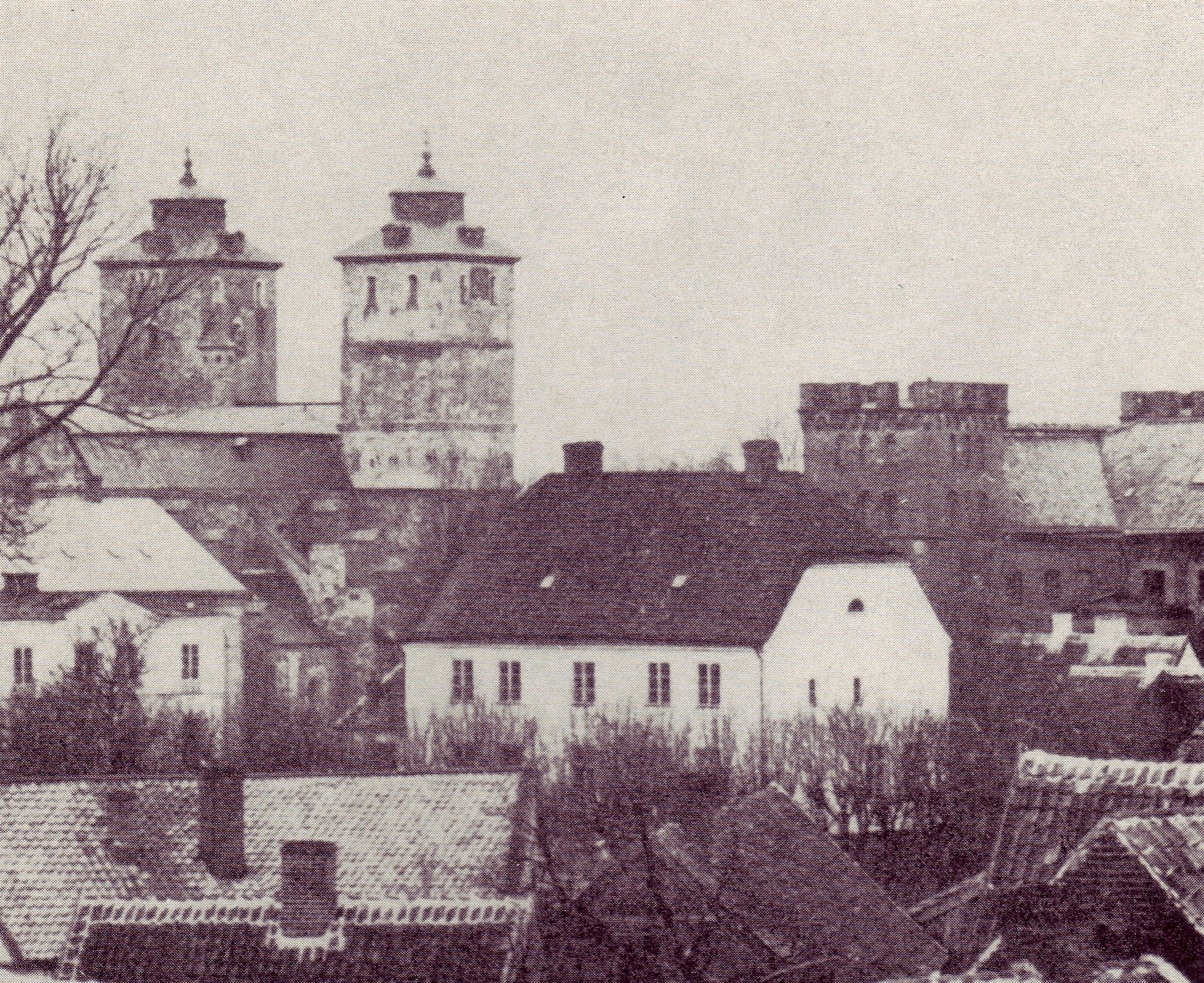
Herrehuset 1860, med Lunds domkyrka och Akademiska föreningen i bakgrunden

Herrehuset är en byggnad på Kulturen i Lund. Fastigheten inköptes 1892 av Kulturhistoriska föreningen i Lund och blev starten på friluftsmuseet Kulturen.
Per Henrik Ling, som var fäktmästare vid Lunds universitet, köpte 1807 tomt 35 med tillhörande bonings- och ladugårdshus samt trädgårds- och fäladsjord. Han lämnade Lund 1813 efter att fått i uppdrag att i Stockholm upprätta vad som blev Gymnastiska centralinstitutet. Han styckade tomten i tre delar och sålde av två tredjedelar och uppförde ett nytt hus på den östra tomten. Byggandet av våningslängan, Herrehuset, hade troligen påbörjats 1813 eller 1816, men den var inte färdigbyggd när den såldes av Ling 1818 till professor Jonas Albin Engeström, som färdigställde bygget och flyttade in i huset med sin hustru Margareta Sofia Faxe. Engeström med familj bodde kvar i huset till hans död 1846.
Huset köptes därefter av häradshövdingen Nils Lilienberg, som renoverade det till ett förnämt 1800-talshem med tillhörande trädgård. År 1871 tillträdde läkaren Johan Christopher Toll som ägare.
Kulturen gav efter inköpet huset en ny barockfasad och byggde om det förutvarande bostadshuset för museiändamål efter ritningar av Henrik Sjöström. Fasaderna fick bland annat kvaderstensimitation av puts i bottenvåningen och pilastrar. Huset var avsett att i sin nya museimiljö representera adeln inom det gamla svenska ståndssamhället. 
Huset genomgick 2012 en större restaurering och ombyggnad. 